# Saint-Germain-des-Prés (Maine-et-Loire)
Pour les articles homonymes, voir Saint-Germain et Saint-Germain-des-Prés.
Saint-Germain-des-Prés est une commune française située dans le département de Maine-et-Loire, en région Pays de la Loire.

## Géographie

### Localisation
Commune angevine implantée sur la rive nord de la Loire, Saint-Germain-des-Prés se situe à l'ouest de Saint-Georges-sur-Loire, aux abords de la route D 723, Angers - Nantes.

### Géologie et relief
Son territoire se situe dans la vallée de la Loire et sur le coteau, sur les unités paysagères des marches du Segréen et de la Loire des promontoires,.
La commune repose sur le bassin houiller de Basse Loire. La géologie de la commune se compose d'azoïque (porphyre quartzifère), de silurien inférieur (schistes divers), de dévonien (terrain anthraxifère) et d'alluvions de la Loire.

### Climat
Pour des articles plus généraux, voir Climat des Pays de la Loire et Climat de Maine-et-Loire.
En 2010, le climat de la commune est de type climat océanique altéré, selon une étude du CNRS s'appuyant sur une série de données couvrant la période 1971-2000. En 2020, Météo-France publie une typologie des climats de la France métropolitaine dans laquelle la commune est exposée à un climat océanique et est dans une zone de transition entre les régions climatiques « Bretagne orientale et méridionale, Pays nantais, Vendée » et « Moyenne vallée de la Loire ».
Pour la période 1971-2000, la température annuelle moyenne est de 12 °C, avec une amplitude thermique annuelle de 13,7 °C. Le cumul annuel moyen de précipitations est de 713 mm, avec 11,6 jours de précipitations en janvier et 5,8 jours en juillet. Pour la période 1991-2020, la température moyenne annuelle observée sur la station météorologique de Météo-France la plus proche, sur la commune de Beaucouzé à 17 km à vol d'oiseau, est de 12,6 °C et le cumul annuel moyen de précipitations est de 709,3 mm,. Pour l'avenir, les paramètres climatiques de la commune estimés pour 2050 selon différents scénarios d'émission de gaz à effet de serre sont consultables sur un site dédié publié par Météo-France en novembre 2022.

## Urbanisme

### Typologie
Au 1er janvier 2024, Saint-Germain-des-Prés est catégorisée bourg rural, selon la nouvelle grille communale de densité à sept niveaux définie par l'Insee en 2022.
Elle est située hors unité urbaine. Par ailleurs la commune fait partie de l'aire d'attraction d'Angers, dont elle est une commune de la couronne,. Cette aire, qui regroupe 81 communes, est catégorisée dans les aires de 200 000 à moins de 700 000 habitants,.

### Occupation des sols
L'occupation des sols de la commune, telle qu'elle ressort de la base de données européenne d’occupation biophysique des sols Corine Land Cover (CLC), est marquée par l'importance des territoires agricoles (90,9 % en 2018), en diminution par rapport à 1990 (93,2 %). La répartition détaillée en 2018 est la suivante : 
prairies (39,9 %), terres arables (34,8 %), zones agricoles hétérogènes (16,1 %), zones urbanisées (4,3 %), eaux continentales (3,5 %), zones industrielles ou commerciales et réseaux de communication (1,3 %). L'évolution de l’occupation des sols de la commune et de ses infrastructures peut être observée sur les différentes représentations cartographiques du territoire : la carte de Cassini (XVIIIe siècle), la carte d'état-major (1820-1866) et les cartes ou photos aériennes de l'IGN pour la période actuelle (1950 à aujourd'hui).

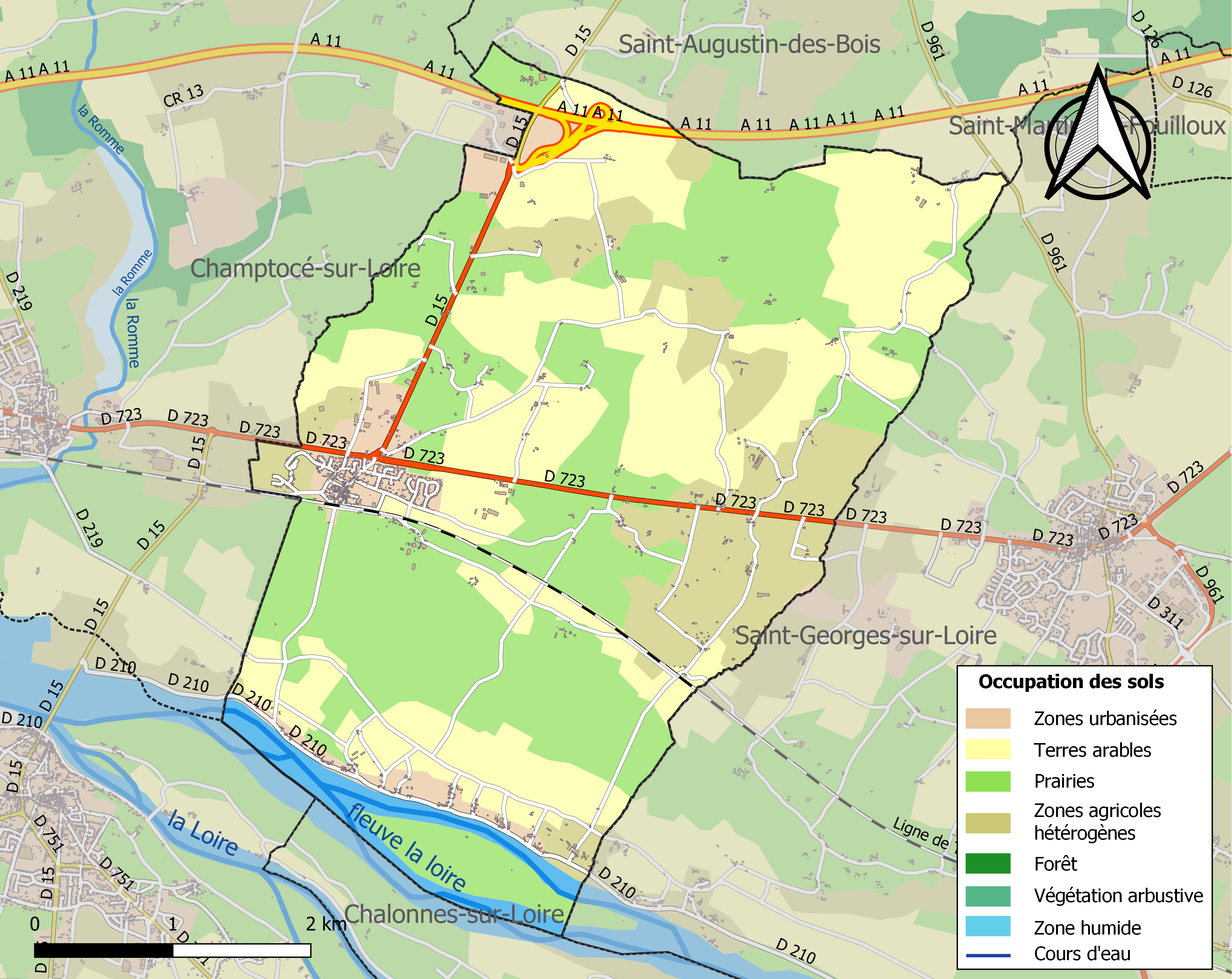
Carte des infrastructures et de l'occupation des sols de la commune en 2018 (CLC).

## Toponymie et héraldique

### Toponymie
Durant la Révolution, la commune porte le nom de Prés-Fleuris,.
Formes anciennes du nom : Altare ecclesie sancti Germani en 1073-1103, Saint-Germain de la Varenne en 1260, Sanctus Germanus de Varenna en 1327, La ville de Saint-Germain en 1401, Ecclesia parochialis et curata sancti Germani de Pratis en 1453, Saint-Germain-des-Préz en 1620, Saint-Germain-des-Prez en 1801, puis Saint-Germain-des-Prés,,.

### Héraldique
|  | Les armes de la commune se blasonnent ainsi : De sinople, semé de marguerites d'argent boutonnés d'or, au franc-quartier d'argent à la mitre de gueules. |

## Politique et administration

### Administration municipale
| Période                                  | Période                   | Identité                            | Étiquette | Qualité                       |
| ---------------------------------------- | ------------------------- | ----------------------------------- | --------- | ----------------------------- |
| 1790-an III                              |                           | Georges Bérault                     |           |                               |
| an V                                     |                           | F. Galuchet                         |           |                               |
| an VIII                                  | 9 germinal an XI (décès)  | Georges Bérault                     |           |                               |
| fructidor an XI                          |                           | René-François-Marie Rodays          |           |                               |
| 25 prairial an XIII                      |                           | Louis-Charles-Emmanuel de Jousselin |           |                               |
| 1808                                     |                           | Charles-César de Boissard           |           | Ancien capitaine d'artillerie |
| 1813                                     |                           | L.-Ch.-E. de Jousselin              |           |                               |
| 1815                                     |                           | R.-F.-M. Rodays                     |           |                               |
| 1815                                     |                           | René Bérault                        |           |                               |
| 1815                                     | 1822 (démission)          | L.-Ch.-E. de Jousselin              |           |                               |
| 1822                                     |                           | René Leduc                          |           |                               |
| 1831                                     |                           | Benjamin Belleuvre                  |           |                               |
| 1832                                     |                           | René Bérault                        |           |                               |
| 1843                                     |                           | Charles de Boissard                 |           |                               |
| 1844                                     |                           | Benjamin Belleuvre                  |           |                               |
| 1848                                     | 1872 (décès)              | Ch. de Boissard                     |           |                               |
| 1872                                     | 1881                      | Arthur de Boissard                  |           |                               |
| 1881                                     | 1884                      | Émile Avenant                       |           |                               |
| 1884                                     | 1891 (démission)          | Gustave Chaussée                    |           | Colonel en retraite           |
| 1891                                     |                           | Émile Neveu                         |           |                               |
| 1892                                     |                           | Émile Lieutaud                      |           |                               |
| 1895                                     |                           | Paul Lieutaud                       |           |                               |
| 1899                                     |                           | René-Émile Neveu                    |           |                               |
| 1900                                     |                           | Jacques-René Hudon                  |           |                               |
| 1904                                     | 1912                      | Robert de Boissard                  |           |                               |
| 1912                                     | 1935                      | Maurice Neveu                       |           |                               |
| 1935                                     | 1938 (démission)          | Jean Robin                          |           |                               |
| 1938                                     | 1945                      | Louis la Combe                      |           |                               |
| 1945                                     | 1959                      | Raoul Bauvin                        |           |                               |
| 1959                                     | 1989                      | René la Combe                       | RPR       | Député                        |
| 1999                                     | 1995                      | René Fribault                       |           |                               |
| 1995                                     | mai 2020                  | Jean-Marie Gaudin,                  | DVD       | Conseiller général            |
| mai 2020                                 | En cours (au 28 mai 2020) | Nicolas Benetta                     |           |                               |
| Les données manquantes sont à compléter. |                           |                                     |           |                               |

### Intercommunalité
La commune est membre de la communauté de communes Loire-Layon-Aubance. Jusqu'en 2016 elle était intégrée à l'intercommunalité Loire-Layon qui regroupait 10 communes et qui faisait partie de la structure administrative d'aménagement du territoire Pays de Loire en Layon.

### Autres circonscriptions
Jusqu'en 2014, Saint-Germain-des-Prés fait partie du canton de Saint-Georges-sur-Loire et de l'arrondissement d'Angers. Ce canton compte alors dix communes. Dans le cadre de la réforme territoriale, un nouveau découpage territorial pour le département de Maine-et-Loire est défini par le décret du 26 février 2014. La commune est alors rattachée au canton de Chalonnes-sur-Loire, avec une entrée en vigueur au renouvellement des assemblées départementales de 2015.

### Jumelages
Saint-Germain-des-prés est jumelée avec Saint-Germain-des-Prés qui se trouve dans le Loiret.

## Population et société

### Démographie

#### Évolution démographique
L'évolution du nombre d'habitants est connue à travers les recensements de la population effectués dans la commune depuis 1793. Pour les communes de moins de 10 000 habitants, une enquête de recensement portant sur toute la population est réalisée tous les cinq ans, les populations de référence des années intermédiaires étant quant à elles estimées par interpolation ou extrapolation. Pour la commune, le premier recensement exhaustif entrant dans le cadre du nouveau dispositif a été réalisé en 2008.

En 2022, la commune comptait 1 396 habitants, en évolution de −0,21 % par rapport à 2016 (Maine-et-Loire : +2,12 %, France hors Mayotte : +2,11 %).
| 1793  | 1800 | 1806  | 1821  | 1831  | 1836  | 1841  | 1846  | 1851  |
| ----- | ---- | ----- | ----- | ----- | ----- | ----- | ----- | ----- |
| 1 609 | 960  | 1 369 | 1 552 | 1 496 | 1 380 | 1 487 | 1 490 | 1 481 |

| 1856  | 1861  | 1866  | 1872  | 1876  | 1881  | 1886  | 1891  | 1896  |
| ----- | ----- | ----- | ----- | ----- | ----- | ----- | ----- | ----- |
| 1 459 | 1 492 | 1 546 | 1 501 | 1 502 | 1 406 | 1 314 | 1 289 | 1 215 |

| 1901  | 1906  | 1911  | 1921  | 1926  | 1931 | 1936 | 1946 | 1954 |
| ----- | ----- | ----- | ----- | ----- | ---- | ---- | ---- | ---- |
| 1 224 | 1 204 | 1 151 | 1 046 | 1 007 | 945  | 908  | 906  | 864  |

| 1962 | 1968 | 1975 | 1982 | 1990  | 1999  | 2006  | 2008  | 2013  |
| ---- | ---- | ---- | ---- | ----- | ----- | ----- | ----- | ----- |
| 848  | 761  | 792  | 981  | 1 139 | 1 134 | 1 301 | 1 347 | 1 400 |

| 2018  | 2022  | - | - | - | - | - | - | - |
| ----- | ----- | - | - | - | - | - | - | - |
| 1 397 | 1 396 | - | - | - | - | - | - | - |

#### Pyramide des âges
La population de la commune est relativement jeune.
En 2018, le taux de personnes d'un âge inférieur à 30 ans s'élève à 35,5 %, soit en dessous de la moyenne départementale (37,2 %). À l'inverse, le taux de personnes d'âge supérieur à 60 ans est de 23,5 % la même année, alors qu'il est de 25,6 % au niveau départemental.
En 2018, la commune compte 703 hommes pour 694 femmes, soit un taux de 50,32 % d'hommes, légèrement supérieur au taux départemental (48,63 %).
Les pyramides des âges de la commune et du département s'établissent comme suit.
| Hommes | Classe d’âge | Femmes |
| ------ | ------------ | ------ |
| 0,7    | 90 ou +      | 0,6    |
| 6,0    | 75-89 ans    | 6,8    |
| 15,9   | 60-74 ans    | 17,0   |
| 19,9   | 45-59 ans    | 18,6   |
| 21,9   | 30-44 ans    | 21,6   |
| 13,5   | 15-29 ans    | 12,8   |
| 22,0   | 0-14 ans     | 22,6   |

| Hommes | Classe d’âge | Femmes |
| ------ | ------------ | ------ |
| 0,9    | 90 ou +      | 2,1    |
| 7      | 75-89 ans    | 9,5    |
| 16,2   | 60-74 ans    | 16,9   |
| 19,4   | 45-59 ans    | 18,7   |
| 18,2   | 30-44 ans    | 17,5   |
| 18,8   | 15-29 ans    | 17,6   |
| 19,5   | 0-14 ans     | 17,6   |

### Enseignement
La commune comporte deux établissements scolaires : écoles primaire Boris-Vian (public) et Saint-Joseph (privé). Une garderie périscolaire complète le dispositif.

### Équipements
Une bibliothèque se situe rue Saint-Charles, dont les fonds sont complétés par la bibliothèque départementale (Bibliopôle). Présence également d'une salle municipale, l'Espace des Goganes.

## Économie
Des travaux miniers sont entrepris à partir de 1838 pour l'extraction de la houille, successivement au Port-Girault, à la Corvée et à la Rote-au-Loup. Toute l'activité cesse dès 1852.
En 1985, on recense 17 exploitations agricoles où travaillent une soixantaine d'actifs. Principales productions : cultures fourragères, maïs, tournesol, céréales, ainsi que l'élevage de bovins. On y trouve aussi en 1993 une entreprise de maçonnerie qui emploie 10 salariés.
Sur 106 établissements présents sur la commune à fin 2010, 22 % relèvent du secteur de l'agriculture (pour une moyenne de 17 % sur le département), 8 % du secteur de l'industrie, 15 % du secteur de la construction, 47 % de celui du commerce et des services et 9 % du secteur de l'administration et de la santé. Cinq ans plus tard, en 2015, sur les 121 établissements présents, 17 % relèvent du secteur de l'agriculture (pour une moyenne de 11 % sur le département), 10 % du secteur de l'industrie, 13 % de celui de la construction, 51 % du secteur du commerce et des services et 9 % de celui de l'administration et de la santé.
En 1990, on compte 502 actifs dont 441 ont un emploi effectif. 35 % travaillent sur la commune, les autres principalement à Angers, Saint-Georges, La Pommeraye, Montjean, Chalonnes ou Champtocé.

## Culture locale et patrimoine

### Lieux et monuments
La commune compte deux monuments historiques :
- l'église Saint-Germain, construite au XIXe siècle, inscrite à l'inventaire supplémentaire des Monuments historiques par arrêté du 7 août 2007[39] ;
- le château de la Touche-Savary, édifié à partir de 1776, inscrit à l'inventaire supplémentaire des Monuments historiques par arrêté du 27 décembre 1972[40].

On y trouve aussi le château de la Missonnière, édifié à partir du XVIIIe siècle et ancienne seigneurie de Saint-Germain-des-Prés.

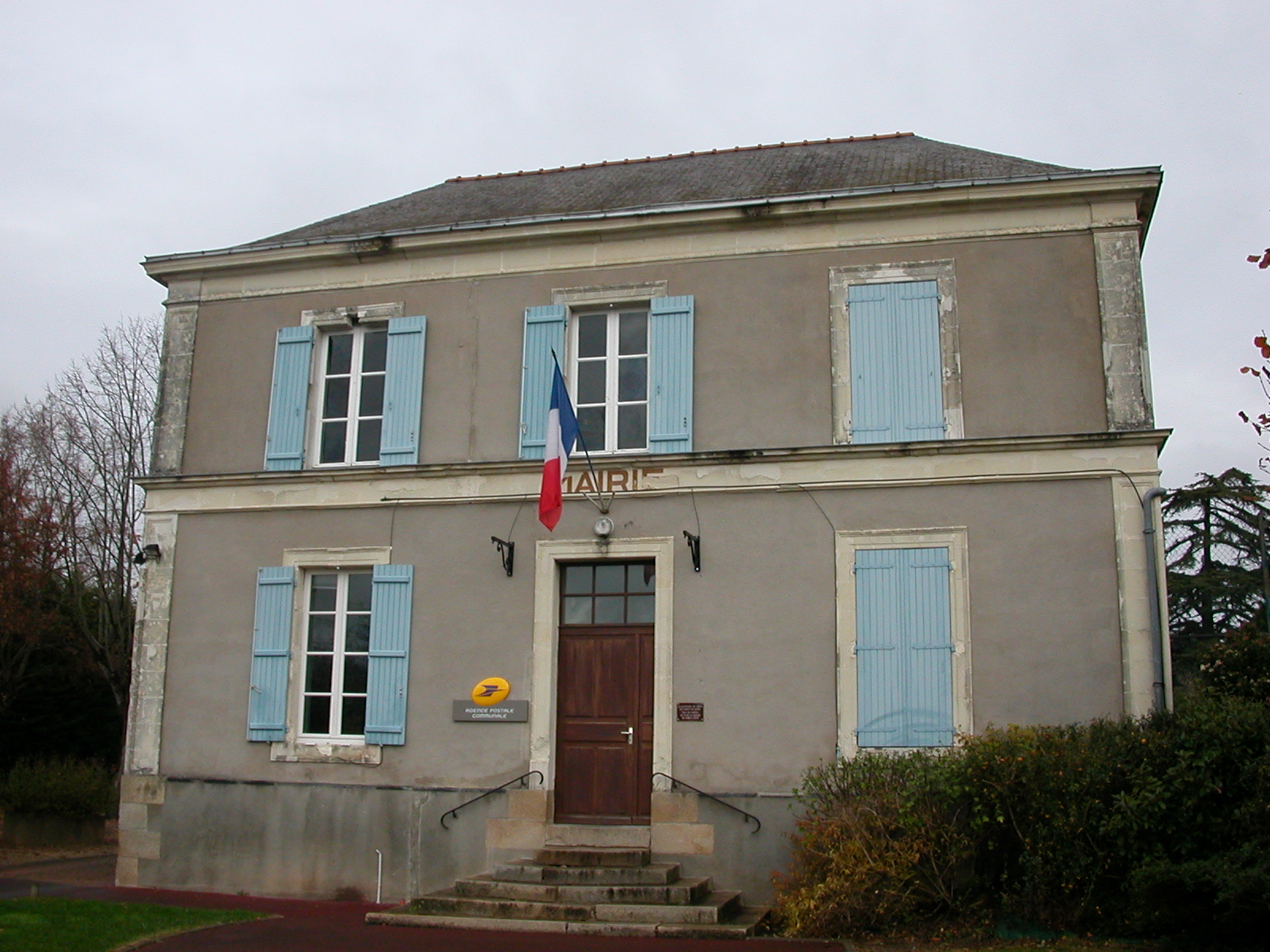
La mairie.
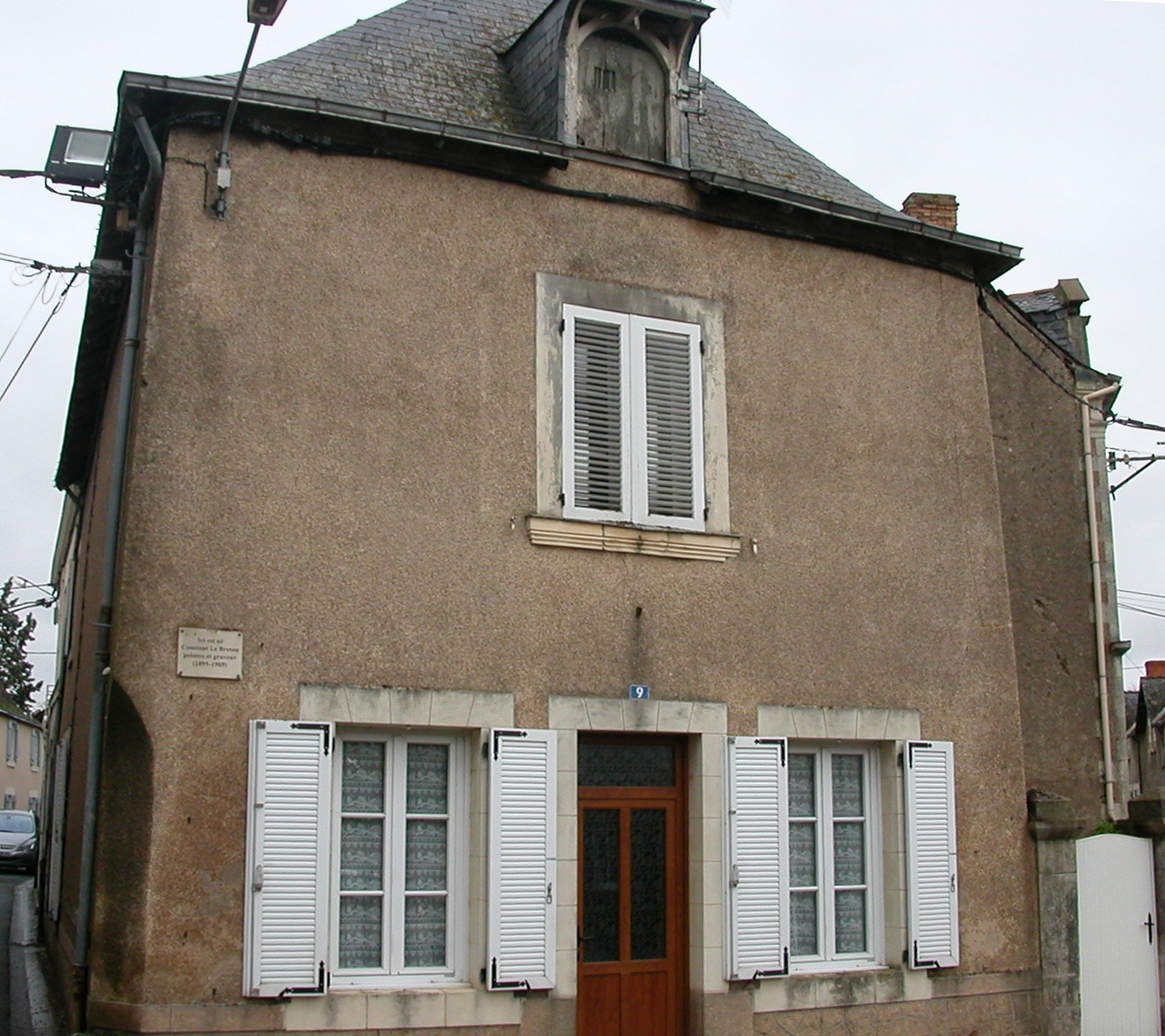
Maison natale de Constant Le Breton.
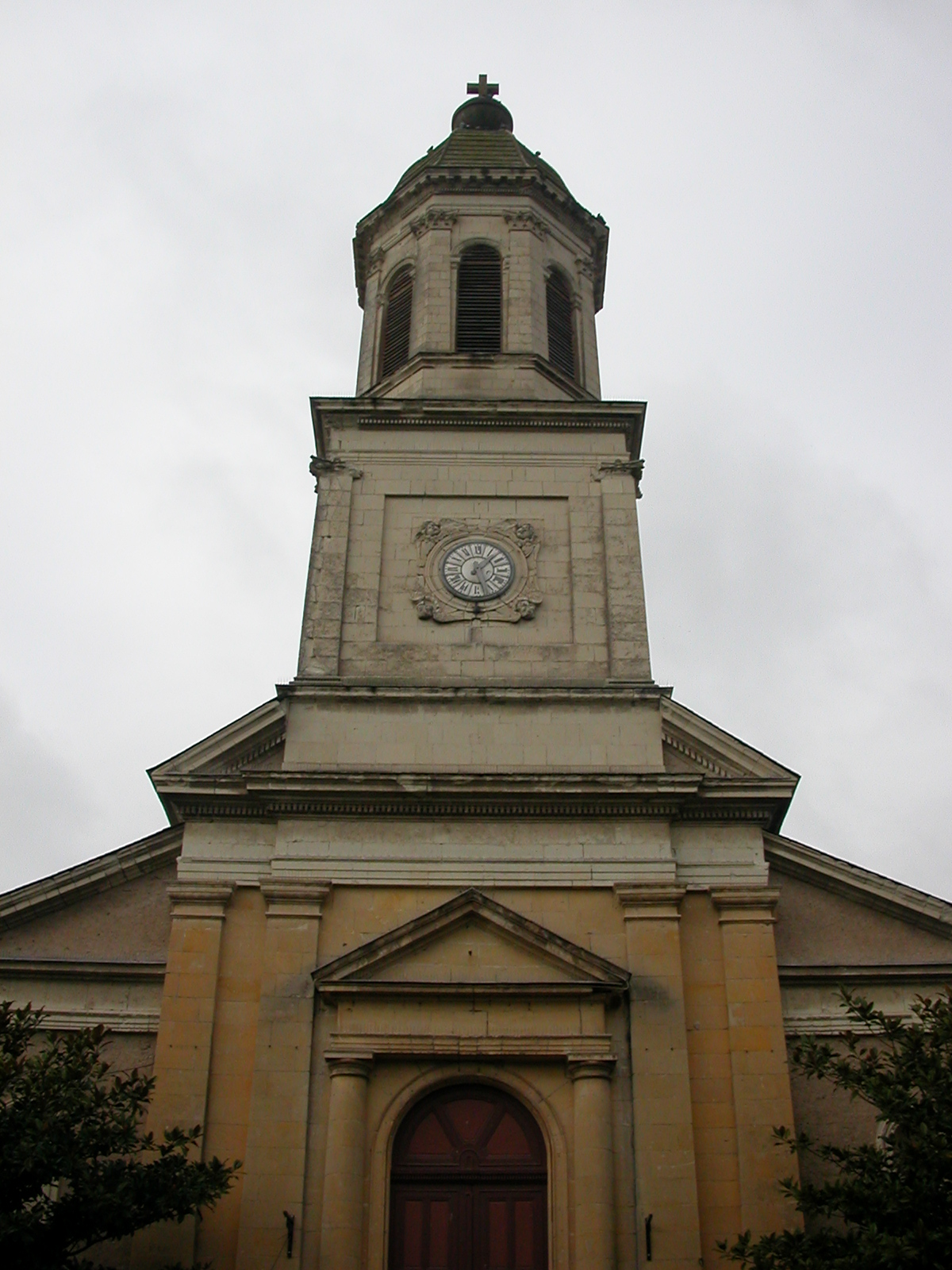
L'église.

### Personnalités liées à la commune
- Constant Le Breton (1895-1985) : peintre, graveur, illustrateur, né sur la commune.
- René la Combe (1915-1994) : résistant, Compagnon de la Libération, député de Maine-et-Loire de 1958 à 1986, vice président de l'Assemblée nationale. Résidant au château de la Missonnière, il fut maire de la commune de 1959 à 1989.